# Friedrichshafen G-Typen
Die Friedrichshafen G.I–V der Flugzeugbau Friedrichshafen waren Bomber der deutschen Fliegertruppe im Ersten Weltkrieg.

## Entwicklung
Die Friedrichshafen-Großflugzeuge ähnelten den etwas bekannteren Gotha-Großflugzeugen, waren jedoch etwas kleiner und unterschieden sich durch die Form der Flügelspitzen und des Höhenleitwerks.
Der erste Bomber, der von Ingenieur Karl Gehlen bei der Flugzeugbau Friedrichshafen konstruiert wurde, war die Friedrichshafen G.I (Werksbezeichnung FF36), ein dreistieliger Doppeldecker, der Ende 1914 konstruiert worden war und zum ersten Mal 1915 flog. Er war mit einem Parabellum-MG im Bug bewaffnet, der aus Sperrholz gefertigt war, während das übrige Flugzeug konventionell aus einem leinwandbespannten Holzrahmen gefertigt war. Das kastenförmige Heckleitwerk bestand je zwei Höhen- und Seitenleitwerken. Die Motoren waren an Streben zwischen den Tragflächen aufgehängt und trieben Druckpropeller an. Es ist zweifelhaft, ob der G.I mit seiner unzureichenden Bombenzuladung zum Einsatz kam.
Erst 1916 folgte die Friedrichshafen G.II (Werksbezeichnung FF38) als zweistieliger Doppeldecker mit konventionellem Leitwerk und wie die G.I von Druckpropellern angetrieben. 18 G.II wurden von Friedrichshafen und 17 in Lizenz von Daimler gefertigt. Die G.II gelangte Ende 1916 an die Front und war bis Ende 1917 im Einsatz.
Ihm folgten die erfolgreichen Friedrichshafen G.III (Werksbezeichnung FF45) und die ihn später in der Produktion ersetzende Friedrichshafen G.IIIa mit größerer Spannweite und modifiziertem Leitwerk, die bis Kriegsende meist als Nachtbomber mit schwarz-blauem Tarnanstrich eingesetzt wurden. Beide waren mit je 1–2 MG im Bug- und im Heckstand bewaffnet. Die G.IIIa konnte zudem gegen die oft von unten angreifenden Nachtabfangjäger mit dem Heck-MG nach unten feuern. Gegen Kriegsende folgte eine Version G.IIIb, bei der der hintere Schützenstand mit dem Cockpit durch einen schmalen Gang verbunden war. G.III wurden auch in Lizenz von Daimler (245 Flugzeuge) und den Hanseatischen Flugzeugwerken (93 Flugzeuge) hergestellt. Insgesamt wurden bei Friedrichshafen 709, bei Daimler 75 und bei den Hanseatischen Flugzeugwerken 280 Flugzeuge der verschiedenen IIIer-Typen bestellt. 338 davon gelangten zur Auslieferung.
1918 erschienen in kleinen Stückzahlen die Friedrichshafen G.IV (Werksbezeichnung FF61), die G.IVa (Daimler) mit Zugpropellern. Da diese Flugzeuge auf die gleichen Motoren angewiesen waren, war eine Leistungsverbesserung nur durch kleinere und leichtere Bauweise zu erreichen. Auf den Stand für den Bugschützen wurde daher verzichtet. G.IV und G.IVa unterschieden sich durch das Leitwerk, das beim G.IV dem des G.III, beim G.IVa dem G.IIIa und b entsprach. Zwei Serien wurden bei Friedrichshafen und Daimler bestellt. Einige Flugzeuge wurden noch vor Kriegsende geliefert, es ist jedoch unklar, ob sie noch zum Einsatz kamen.

## Einsatz
Die Friedrichshafen-Großflugzeuge G.II und G.III wurden durch die Kampfgeschwader der Obersten Heeresleitung (Kagohl) an der Westfront, primär bei den schweren Bombenangriffen auf Paris und Dünkirchen und in Mazedonien eingesetzt. Die G.III erwies sich dabei als zuverlässig, robust und wenig unfallgefährdet.

## Weiterentwicklung
Die Friedrichshafen G.V (Werksbezeichnung FF55), ebenfalls mit Zugpropellern, war beim Waffenstillstand noch nicht serienreif. Sie wurde von zwei Maybach Mb.IVa angetrieben. Der Bug wurde weiter verkürzt und lag nun hinter den Propellern. Sein Erstflug fand am 9. Mai 1918 statt. Der Erstflug einer G.V-Variante (FF62, keine Heeresbezeichnung vergeben) mit Mercedes D IVa-Motoren flog erstmals am 20. November 1918 und kam damit zu spät für die weitere Entwicklung.
1920 wurde eine G.IVa in die Sowjetunion überflogen, die 1922 noch eine weitere Maschine beschaffte. Eine G.III diente nach dem Krieg noch bis 1926 bei der polnischen Fliegertruppe.

## Technische Daten
| Kenngröße                                    | G.I                             | G.II                           | G.III                              | G.IIIa                             | G.IV                               | G.IVa                              |
| Erstflug                                     | 1915                            | 1916                           | 1917                               | 1918                               | 1918                               | 1918                               |
| -------------------------------------------- | ------------------------------- | ------------------------------ | ---------------------------------- | ---------------------------------- | ---------------------------------- | ---------------------------------- |
| Besatzung                                    | 3                               | 3                              | 3                                  | 3                                  | 3                                  | 3                                  |
| Länge                                        | 11,90 m                         | 11,05 m                        | 12,80 m                            | 12,90 m                            | 12,00 m                            | 12,00 m                            |
| Spannweite                                   | 20,00 m                         | 20,30 m                        | 23,70 m                            | 22,60 m                            | 22,60 m                            | 22,60 m                            |
| Höhe                                         | 3,15 m                          | 3,60 m                         | 4,14 m                             | 4,14 m                             | 3,50 m                             | 3,50 m                             |
| Flügelfläche                                 | 73,5 m²                         | 70,0 m²                        | 86,0 m²                            | 86,0 m²                            | 86,0 m²                            | 86,0 m²                            |
| Leermasse                                    | 1778 kg                         | 2200 kg                        | 2695 kg                            | 2880 kg                            | 2897 kg                            | 2897 kg                            |
| max. Startmasse                              | 2785 kg                         | 3171 kg                        | 3950 kg                            | 4980 kg                            | 4994 kg                            | 4994 kg                            |
| zwei wassergekühlte 6-Zylinder-Reihenmotoren | Benz Bz III, je 150 PS (110 kW) | Benz Bz IV, je 200 PS (147 kW) | Mercedes D IVa, je 260 PS (191 kW) | Mercedes D IVa, je 260 PS (191 kW) | Mercedes D IVa, je 260 PS (191 kW) | Mercedes D IVa, je 260 PS (191 kW) |
| Höchstgeschwindigkeit                        | 136 km/h                        | 148 km/h                       | 145 km/h                           | 142 km/h                           | 142 km/h                           | 142 km/h                           |
| Dienstgipfelhöhe                             |                                 |                                | 4500 m                             | 4500 m                             | 3600 m                             |                                    |
| Reichweite                                   | 610 km                          |                                | 600 km                             | 600 km                             | 600 km                             |                                    |
| Flugdauer                                    |                                 |                                | 5 h                                | 5 h                                |                                    |                                    |
| Steigzeit auf 1000 m                         |                                 |                                | 6:31 min                           |                                    | 6 min                              |                                    |
| Steigzeit auf 2000 m                         |                                 |                                | 13:56 min                          |                                    | 18:18 min                          |                                    |
| Steigzeit auf 3000 m                         |                                 |                                | 23:02 min                          |                                    | 28 min                             |                                    |
| Steigzeit auf 4000 m                         |                                 |                                | 39:54 min                          |                                    |                                    |                                    |
| Bewaffnung                                   | 1 MG, 150 kg Bomben             | 2 MG, 300 kg Bomben            | 2–4 MG, 800 kg Bomben              | 2 MG, 800 kg                       | 2 MG, 1000 kg                      | 2 MG, 1000 kg                      |
| Stückzahl                                    | 1                               | 35                             | ca. 236                            | ca. 279                            | ca. 48                             |                                    |

## Bilder

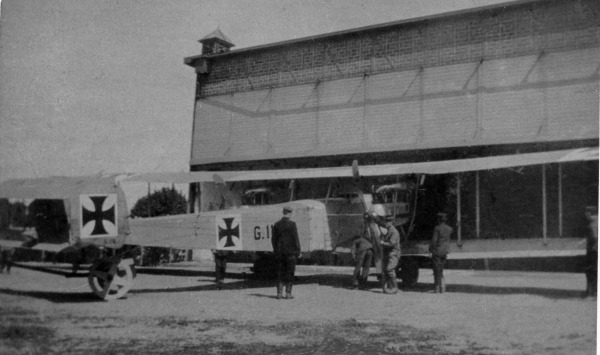
Friedrichshafen G.I
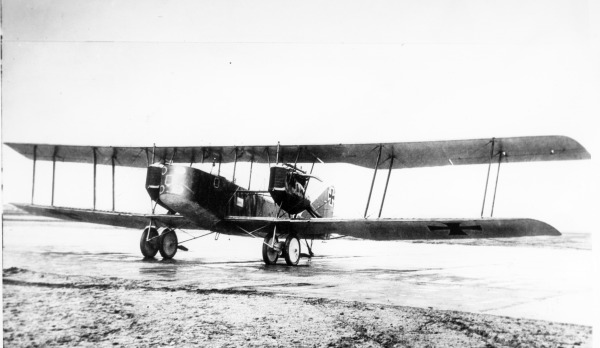
Friedrichshafen G.II
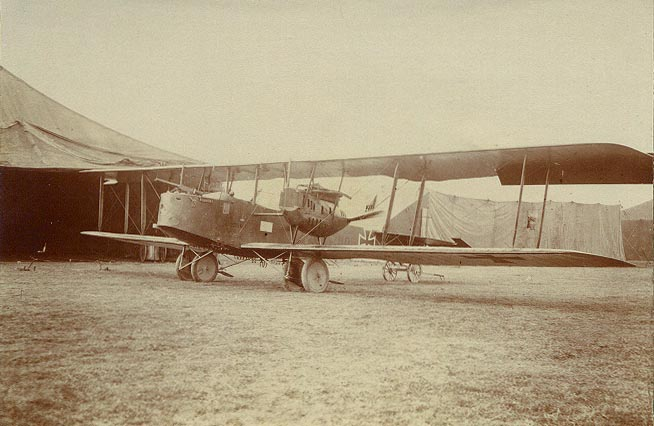
Friedrichshafen G.III
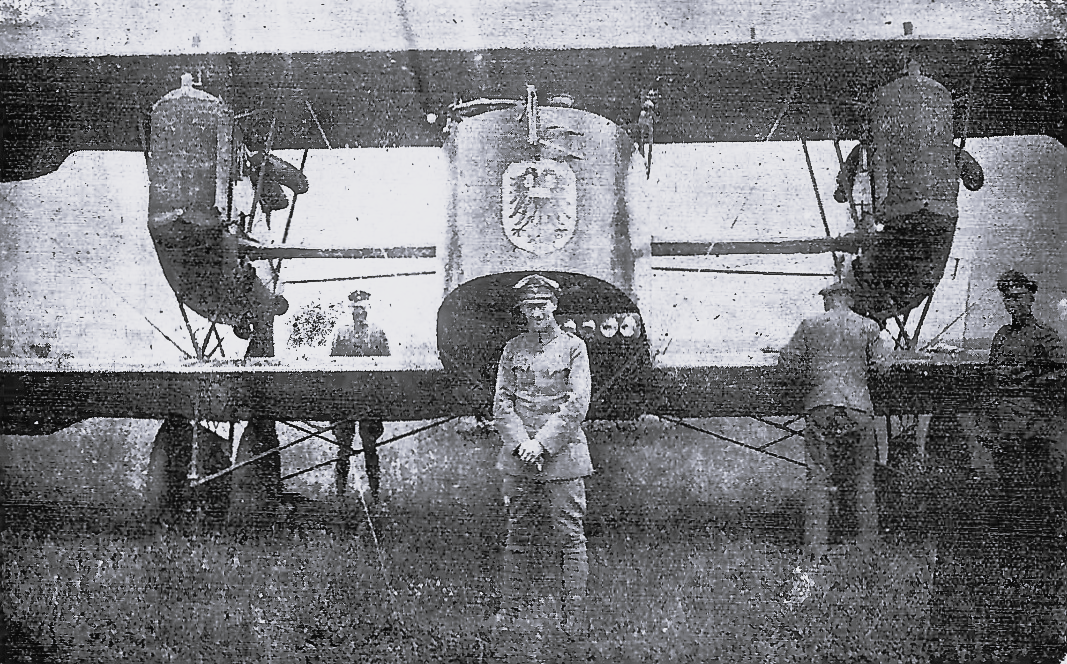
Friedrichshafen G.III mit dem Wappen von Lübeck
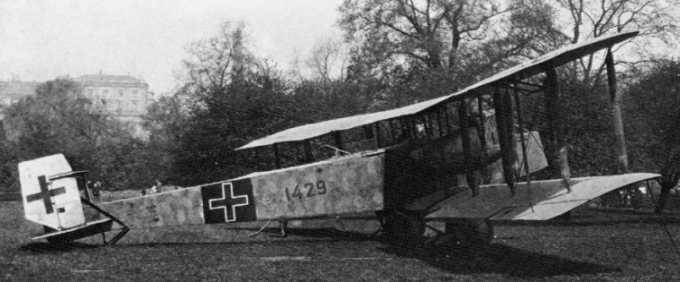
Ein Friedrichshafen G.IIIa-Bomber aus dem Jahr 1918
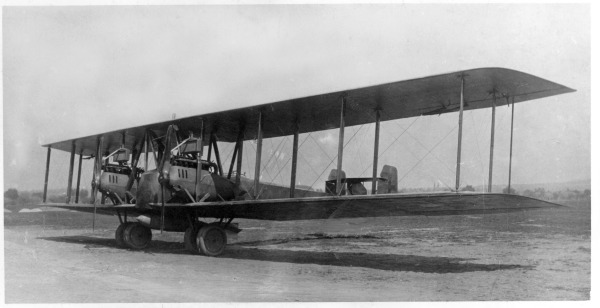
Friedrichshafen G.IV
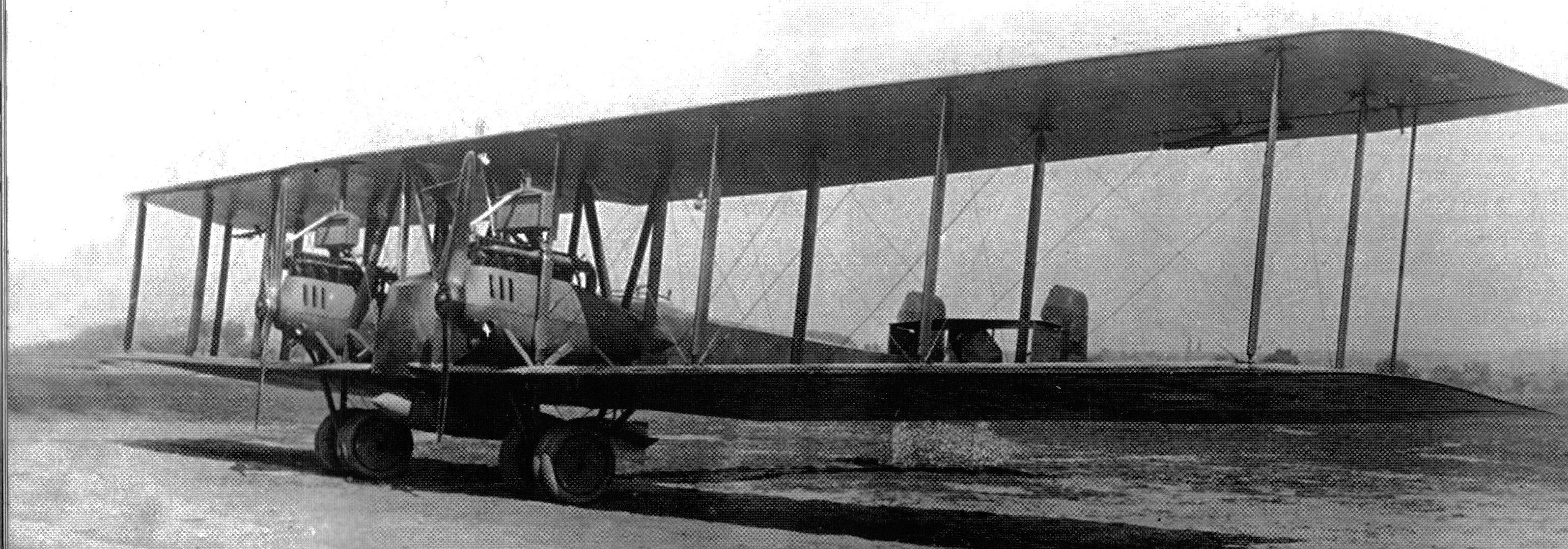
Friedrichshafen G.V-Bomber